# روسيه تشيك
روسيه تشيك (1931-2006) مغنية اشتهرت في 1960- 1970 في ماليزيا. كانت تعرف أيضًا باسم «ماك وي بين» من قبل معجبيها.

## الحياة الشخصية
ولدت في كوالا سيديلي، كوتا تينجي، جوهور. كان لديها أربعة أبناء وبنتان. عانت من عدوى بكتيرية في رئتيها خلال أيامها الأخيرة. توفيت روسيه تشيك، بعمر 75 عامًا، يوم الجمعة 20 يناير 2006 في مستشفى كوالالمبور بسبب أزمة قلبية.

## روابط خارجية
- روسيه تشيك على موقع ميوزك برينز (الإنجليزية)
- روسيه تشيك على موقع ديسكوغز (الإنجليزية)